# 29 februari
29 februari är den 60:e dagen på året i den gregorianska kalendern under skottår (under vanliga år förekommer den inte). Datumet existerar alltså bara under skottår. Det återstår 306 dagar av året.

## Återkommande bemärkelsedagar

### Övriga
- Skottdagen (till och med 1996 var skottdagen den 24 februari)

## Dagens namn

### I den svenska almanackan
- Nuvarande – Skottdagen
- Föregående i bokstavsordning
  - Skottdagen – Fram till 1996 placerades skottdagen i den svenska almanackan på 24 februari, men sedan 2000 har den hos de allra flesta almanacksförlag flyttats till dagens datum.[1]
- Föregående i kronologisk ordning
  - Från 2000 – Skottdagen
- När skottdagen låg på den 24 februari (fram till 1996) försköts de namn, som låg på 28 februari, till dagens datum under skottår.
- Källor:
  - Brylla, Eva (red.): Namnlängdsboken, Norstedts ordbok, Stockholm, 2000. ISBN 91-7227-204-X
  - af Klintberg, Bengt: Namnen i almanackan, Norstedts ordbok, Stockholm, 2001. ISBN 91-7227-292-9

### Finlandssvenska almanackan
- Nuvarande från 2000[2] – Skottdagen
- I föregående revideringar[a][3]
  - 1929–1949 – (Skottår: Onni)
  - 1950–1972 – (Skottår: Rune)
  - 1973–1999 – (Skottår: Rune, Runa)

## Händelser
- 1712 – Den 29 februari är inte sista dagen i månaden utan följs av den 30 februari, vilket görs för att anpassa den svenska kalendern till den julianska kalendern.
- 1720 – Den regerande svenska drottningen Ulrika Eleonora, som har utropat sig till drottning strax efter sin bror Karl XII:s död 1718 och har erkänts av ständerna 1719, har gärna velat samregera med sin make Fredrik av Hessen-Kassel. Den svenska riksdagen har dock vägrat gå med på detta och därför abdikerar hon denna dag, för att istället låta maken bli kung av Sverige. Det dröjer dock till 24 mars, innan Fredrik godtas och väljs till svensk kung av ständerna.
- 1960 – Södra Marocko drabbas av en jordbävning, varvid över 3 000 personer omkommer och staden Agadir delvis förstörs.
- 1988 – Den sydafrikanske ärkebiskopen Desmond Tutu arresteras tillsammans med över 100 präster vid en demonstration mot apartheid i Kapstaden.
- 1996 – Ett peruanskt Boeing 737-flygplan havererar i bergskedjan Anderna, varvid samtliga 117 ombordvarande passagerare och 6 besättningsmän omkommer.
- 2004 – Sedan rebellgruppen Haitis nationella revolutionära befrielsefront den 5 februari har inlett en statskupp i Haiti blir presidenten Jean-Bertrand Aristide denna dag avsatt och tvingas gå i exil. En interimsregering tillsätts i väntan på att en ny reguljär regering ska tillsättas. Aristide och hans hustru går i exil.

## Födda
- 1468 – Paulus III, född Alessandro Farnese, påve 1534–1549
- 1784 – Leo von Klenze, tysk arkitekt
- 1792 – Gioacchino Rossini, italiensk tonsättare
- 1840 – John Philip Holland, amerikansk ingenjör, som utvecklade den första ubåten
- 1860 – Herman Hollerith, tysk-amerikansk ingenjör och statistiker, uppfinnare av hålkortet
- 1896 – William A. Wellman, amerikansk flygare, regissör, manusförfattare, skådespelare och producent
- 1904
  - Jimmy Dorsey, amerikansk jazzmusiker, klarinettist och orkesterledare
  - Helmer Grundström, svensk författare
- 1908 – Balthasar Kłossowski de Rola, fransk målare med artistnamnet Balthus
- 1916 – Dinah Shore, amerikansk sångare
- 1920 – Michèle Morgan, fransk skådespelare
- 1924 – Gunnar Johansson, svensk fotbollsspelare, VM-brons 1950
- 1928 – Joss Ackland, brittisk skådespelare
- 1936
  - Ingemar Odlander, svensk journalist
  - Henri Richard, kanadensisk ishockeyspelare
- 1940 – Bartholomeus I, patriark av Konstantinopel 1991–
- 1944 – Lennart Svedberg, svensk ishockeyspelare
- 1948 – Martin Suter, schweizisk författare
- 1952
  - Oswaldo Payá, kubansk politiker
  - Raisa Smetanina, rysk längdskidåkare
  - Bart Stupak, amerikansk demokratisk politiker, kongressledamot 1993–2011
- 1956
  - Aileen Wuornos, amerikansk seriemördare
  - Knut Agnred, svensk revyartist, skådespelare och sångare, medlem i humorgruppen Galenskaparna och After Shave
- 1964 – Ola Lindgren, svensk handbollsspelare
- 1972
  - Magnus Kihlstedt, svensk fotbollsmålvakt
  - Antonio Sabàto, Jr., italiensk-amerikansk skådespelare och modell
  - Pedro Sanchez, spansk socialistisk politiker, Spaniens premiärminister 2018–
- 1976 – Tommi Rajamäki, finländsk ishockeyspelare
- 1980
  - Francimar Barroso, brasiliansk MMA-utövare
  - Rubén Plaza, spansk cyklist
- 1988 – Bobby Sanguinetti, amerikansk ishockeyspelare
- 2000 – Ferran Torres, spansk fotbollsspelare

## Avlidna
- 468 – Hilarius, påve sedan 461
- 1716 – Jacob Reenstierna den yngre, 56, svensk ämbetsman och kungligt råd
- 1856 – Auguste Chapdelaine, 42, fransk romersk-katolsk präst, missionär och helgon
- 1904 – Reinhold von Essen, 57, svensk militär
- 1916 – Fridtjuv Berg, 64, svensk liberal politiker, Sveriges ecklesiastikminister 1905–1906 och 1911–1914
- 1940 – Edward Frederic Benson, 72, amerikansk författare
- 1944 – Pehr Evind Svinhufvud, 82, finländsk politiker, Finlands riksföreståndare 1918 och president 1931–1937
- 1948 – Oscar Heurlin, 59, svensk skådespelare
- 1960 – Manda Björling, 83, svensk skådespelare
- 1980 – Tore Lindwall, 79, svensk skådespelare
- 2008
  - Hans Johansson, 57, svensk teolog, predikant och författare
  - Erik Ortvad, 90, dansk målare
- 2012 – Davy Jones, 66, brittisk skådespelare och sångare, medlem i gruppen The Monkees 1966–1970
- 2016 – Josefin Nilsson, 46, svensk skådespelare och sångerska i Ainbusk Singers
- 2024 – Brian Mulroney, 84, kanadensisk konservativ politiker, Kanadas premiärminister 1984–1993